# Đèo Bụt, Hữu Lũng
Đèo Bụt Hữu Lũng là đèo trên đường tỉnh 243 ở xã Yên Thịnh huyện Hữu Lũng tỉnh Lạng Sơn, Việt Nam .

## Vị trí
Đèo Bụt trên đường tỉnh 243 ở vùng đất Làng Diễn xã Yên Thịnh huyện Hữu Lũng. Đèo cách ngã ba lối rẽ vào UBND xã Yên Thịnh cỡ 2,5 km về phía bắc.
Đường tỉnh 243 là đường mới nâng cấp từ đường liên huyện, mở xuyên qua vùng núi đá vôi, nên rất hiểm trở và có ẩn chứa nhiều nguy cơ đá lở hố sụt, thậm chí ngập lụt cục bộ .
Đường tỉnh 243 bắt đầu từ ngã ba Ba Nàng trên quốc lộ 1A. 21°32′33″B 106°22′32″Đ / 21,542556°B 106,375433°Đ
Đường đi hướng bắc, qua Đèo Mã Phiếu 21°33′24″B 106°22′12″Đ / 21,556689°B 106,370059°Đ ở Km2, còn Đèo Bụt ở Km14.
Đường tỉnh 243 nối vào Đường tỉnh 241 ở ngã ba Mỏ Nhài xã Hưng Vũ huyện Bắc Sơn, Lạng Sơn. Làng Mỏ Nhài là nơi có "Khu di tích đồn Mỏ Nhài" liên quan đến Khởi nghĩa Bắc Sơn năm 1940. 21°50′15″B 106°20′59″Đ / 21,837608°B 106,349691°Đ